# Virginia House of Delegates

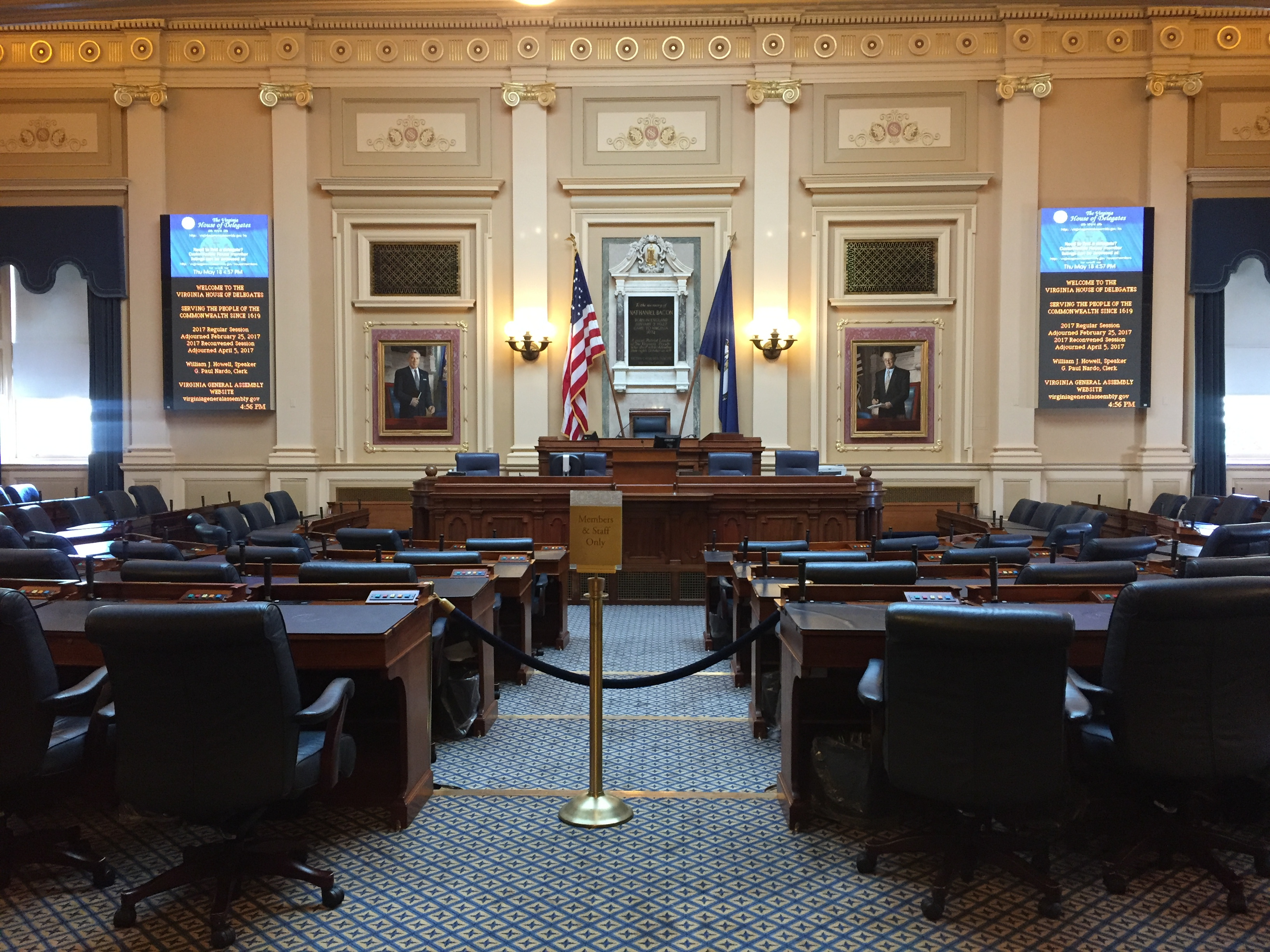
Plenaire zaal van het House of Delegates in het Capitool van Virginia

Het Virginia House of Delegates is het lagerhuis van de Virginia General Assembly, de wetgevende macht van de Amerikaanse staat Virginia. Het bestaat sinds 1776 en is de opvolger van het koloniale House of Burgesses. Het lagerhuis telt 100 afgevaardigden die elk een kiesdistrict vertegenwoordigen voor een ambtstermijn van 2 jaar. De Speaker zit voor; hij of zij wordt gekozen door de afgevaardigden. Het lagerhuis komt samen in het Capitool van Virginia in Richmond. 
Historisch – van in de jaren 1840 tot circa 2000 – hebben Democraten altijd een meerderheid gehad in het House of Delegates. Van 2000 tot 2019 was er een Republikeinse meerderheid. Bij de meest recente verkiezingen, in november 2019, werden zowel in het lagerhuis als in de Senaat van Virginia Democratische meerderheden verkozen. In 2020 treedt Democrate Eileen Filler-Corn aan als Speaker. Charniele Herring zit de meerderheid voor, Republikein Todd Gilbert de minderheid.